# Индустрия (Ставропольский край)
Индустри́я — посёлок в Ставропольском крае России. Входит в городской округ город-курорт Кисловодск.

## География
Расстояние до краевого центра: 142 км.

## История
Населённый пункт основан в 1958 году:317.
На 1 марта 1966 года посёлок входил в состав территории Зеленогорского сельсовета Предгорного района (с центром в посёлке Зеленогорский):23.
На 1 января 1983 года значился в составе Аликоновского сельсовета (с центром в посёлке Аликоновка), подчинённого Кисловодскому горсовету:30.

## Население
| 1989 | 2002 | 2010 | 2014 | 2020 |
| ---- | ---- | ---- | ---- | ---- |
| 638  | ↗727 | ↗784 | ↘600 | ↗731 |

По данным переписи 2002 года в национальной структуре населения посёлка преобладают карачаевцы (94 %).

## Образование
Посёлок закреплён за МКОУ СОШ № 10 города Кисловодска.

## Связь
В 2022 году установлена вышка «МТС», качество покрытия телефонной связи повысилось.
Из-за сложного рельефа местности населённый пункт находится вне зоны покрытия цифровым телевизионным вещанием.

## Религия
В посёлке имеется мечеть (молельный дом) — одна из трёх расположенных на территории городского округа (две другие находятся в городе Кисловодске и посёлке Белореченском). Здание может вмещать примерно 250 прихожан.

## Археология
- Курган «Индустрия», III - II тыс. до н.э.  261741155280006
- Могильник «Индустрия - 2», VIII - VII вв. до н.э.  261741155270006
- Могильник «Индустрия - I», VIII - VII вв. до н.э.  261741155010006
- Поселение «Индустрия - 2», нач. III тыс. до н.э.  261741289090006
- Поселение «Индустрия - 3», I тыс. до н.э.  261741155250006
- Поселение «Индустрия - 3», I тыс. до н.э.  261741251500006
- Поселение «Индустрия - I», I тыс. до н.э.  261741155260006